# Justus Christian Heinrich Heyer

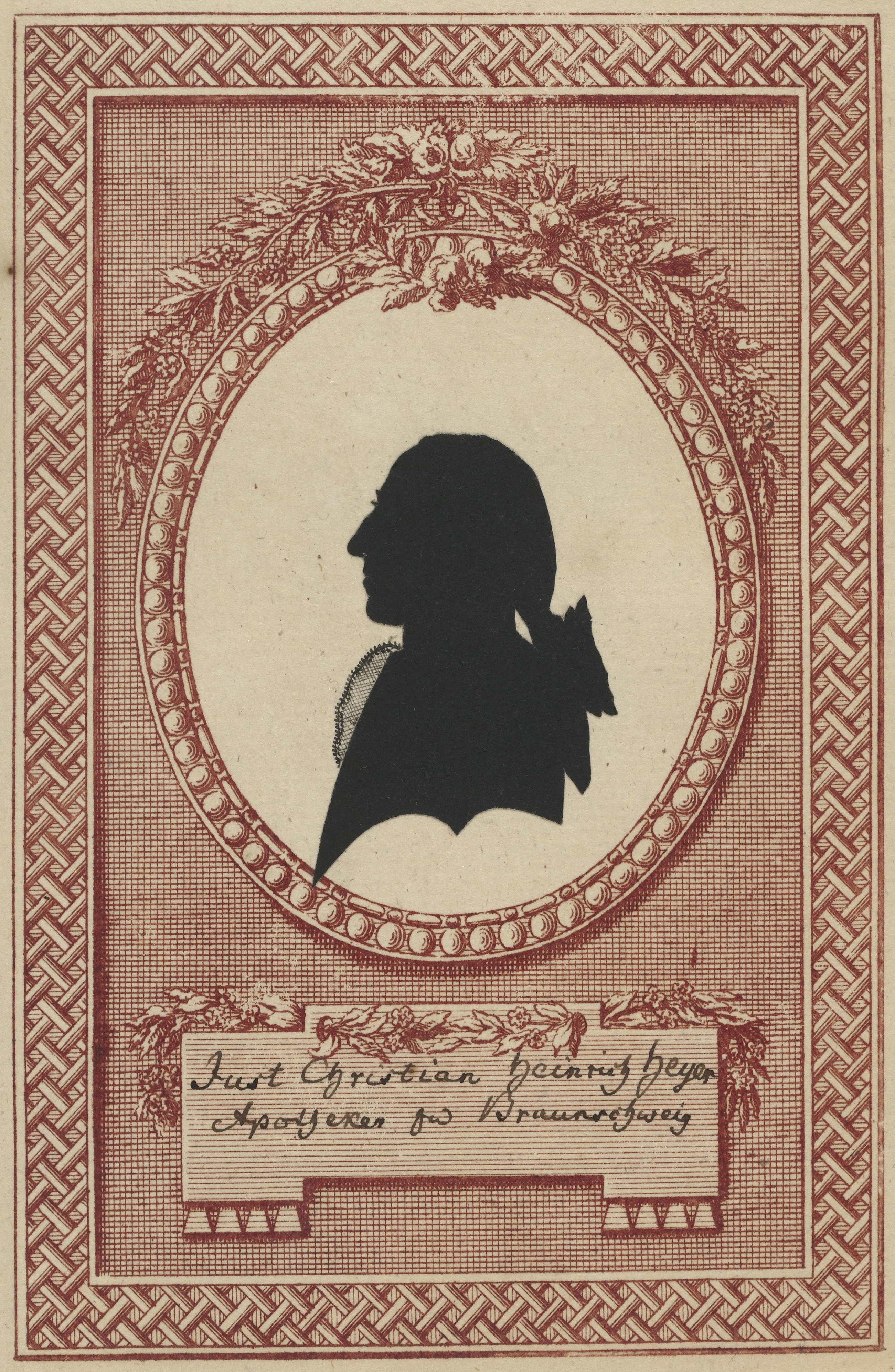
Silhouette Heyers

Justus Christian Heinrich Heyer (geboren am 9. Juni 1746 in Halberstadt; gestorben am 30. März 1821 in Braunschweig) war ein deutscher Apotheker und Chemiker.

## Leben
Heyer war ein Sohn des Pfarrers der Heilig-Geist-Hospitalkirche Johann Friedrich Heyer (1696–1774) und dessen Frau Johanne Elisabeth (geborene Runde) und hatte acht Geschwister. Er besuchte zunächst die Schule und erhielt anschließend eine pharmazeutische Ausbildung in der Ratsapotheke in Halberstadt. Er blieb dort nach dem Ende der Ausbildung als Apothekengehilfe und war später auch als solcher in der Ratsapotheke in Göttingen und später bei dem Apotheker Christoph Hasse (8. September 1745–2. Februar 1820) in Hamburg tätig. Nach einigen Jahren in Hamburg fasste er den Entschluss, nach Westindien zu reisen, um dort eine Apotheke zu eröffnen. Alle Vorkehrungen waren bereits getroffen, als ihn ein Brief seines Bruders von der Unternehmung zurückhielt, der ihm mitteilte, dass eine Apotheke für Heyer erworben worden war, die er sofort übernehmen könne. Doch war der Verkäufer inzwischen vom Vertrag zurückgetreten und forderte eine weit höhere Summe.
So kam Heyer, dessen Eltern inzwischen beide verstorben waren, um das Jahr 1775 nach Braunschweig und wurde von Conrad Heinrich Krohn[e] (1709–1790) in der Hagenmarkt-Apotheke angenommen, der ihm neben einer Anstellung auch seine einzige Tochter zur Frau gab. Nach dem Tod seines Schwiegervaters übernahm er die Apotheke. Dort betrieb er zahlreiche wissenschaftliche Forschungen, führte Versuche mit Gasen, Drogen, Säuren und Salzen durch und veröffentlichte dazu mehrere Schriften.
Auch in Braunschweig wurden die Nachrichten über Fahrten der Montgolfière (Heißluftballon) und der Charlière (Gasballon) im Jahr 1783 bekannt, und der Herzog Karl Wilhelm Ferdinand beauftragte Eberhard August Wilhelm von Zimmermann, Dozent am Collegium Carolinum, und Heyer damit, die entsprechenden Experimente durchzuführen. Zimmermann lieferte die Berechnungen, und Heyer kümmerte sich um die praktische Ausführung. Am 28. Januar 1784 ließen sie den Gasballon „Ad Astra“ (= ‚zu den Sternen‘) vom Schlosshof aus emporsteigen. Er war aus Atlasbahnen zusammengenäht, die mit Kautschuk und Terpentinöl imprägniert waren. Der Ballon flog mehrere Kilometer bis nach Eisenbüttel. Bei einem zweiten Flug am 8. Februar konnte der Ballon eine Strecke bis nach Dambeck zurücklegen und kam später in das Städtische Museum Braunschweig.
Im Jahr 1787 forschte er an der Gewinnung von Zucker aus Runkelrüben. Es gelang ihm, aus diesen einen Sirup herzustellen, der zwar süß war, aber nach Rüben schmeckte. Aus dem Saft stellte er Branntwein und Essig her. In der Zeit der Kontinentalsperre (1806–1811) beschäftigte sich Heyer erneut mit der Zuckergewinnung, und als ihm die Herstellung von reinem Zucker aus Zwetschgen gelang, erhielt er vom westfälischen König eine Gratifikation von 4000 Franken.
Im Laufe seines Lebens trug er eine reichhaltige Sammlung von Mineralien, zoologischen und botanischen Gegenständen sowie eine umfangreiche Bibliothek zusammen und betrieb einen botanischen Garten. Er verkaufte die Apotheke 1817 an Justus Heinrich Christoph Mühlenpfordt (1779–1853).

## Familie
Heyer war mit Anna Marie Bernhardine (geborene Krohn[e]; 1744–1817) verheiratet, der Tochter des Apothekers Conrad Heinrich Krohn[e]. Einige Familienmitglieder wurden von dem Maler Johann Heusinger porträtiert, der mit den Heyers verschwägert war.
- Johanna Elisabeth Conradine Heyer (1777–1797)[3] ⚭ am 26. Januar 1796 mit Karl Ludolf Friedrich Lachmann Pastor der Kirche St. Andreas in Braunschweig, aus erster Ehe Vater des Philologen Karl Lachmann (1793–1851).
  - Franz Heinrich August Lachmann (1797–1872).[3]
- Conrad Friedrich Heyer (1778–4. Juni 1810), wurde Mediziner und Professor der Chirurgie in Braunschweig ⚭ 1803 mit Christiane Dorothea Eleonore (geborene Volkmar).[3]
  - zwei Töchtern und ein Sohn.
- Amalie Heyer (1782–1837) ⚭ mit dem Hofrat und geheimen Kabinettssekretär Karl Heinrich Ludwig Volkmar (1782–1815).[3]
  - Karl Volkmar (1812–1886).[3]
  - Wilhelm Johann Friedrich Volkmar (1813–1890), Schulrat in Blankenburg im Harz.[3]
  - Rudolph Volkmar (1815–1880).[3]
- Ein weiterer Sohn widmete sich der Pharmazie.[1]

Geschwister:
- Johann Friedrich Heyer († Februar 1801), Kammerassistenzrat und Advokat ⚭ Anna Maria (geborene Lieberkühn, 1746–1806)
- Johann Ferdinand Heyer (1749–1786?), Kammerdirektor, Jurist und Stadtrichter in Halberstadt

Heyer war zudem Vormund von Johann August und Ernst Heinrich Julius Gravenhorst.

## Mitgliedschaften (Auswahl)
- 1786: Akademie nützlicher Wissenschaften in Erfurt
- Akademie der Naturforscher in Erlangen
- Naturforschende Gesellschaft Westphalens
- Korrespondierende Gesellschaft der ärztlichen Naturkunde und Pharmazie in Mainz
- Großherzoglich mineralogische Gesellschaft in Jena
- Physikalische Gesellschaft in Göttingen
- 1790: Deutschen Akademie der Naturforscher Leopoldina in Halle[5]
- 1796: Gesellschaft der naturforschenden Freunde in Berlin[6]

## Werke (Auswahl)
- Etwas vom Kampfer aus der Küchenschelle. In: Lorenz von Crell (Hrsg.): Chemisches Journal. Band 2, 1779, S. 102–107 (digitale-sammlungen.de).
- Chemische Versuche mit Bernstein. In: Acta Academiae Electoralis Moguntinae scientiarum utilium quae Erfurti est. Jahrgang 1786–1787, 1788, S. 3–21 (gdz.sub.uni-goettingen.de).
- Ueber die Luftschiffahrt. In: Braunschweigisches Magazin. Band 1, 30.–31. Stück, 26. Juli und 2. August 1788, Sp. 465–486 (leopard.tu-braunschweig.de).
- Experimenta nonnulla chemica cum speciebus duabus minerarum plumbi Carinthiacarum instituta. In: Nova acta Academiae Caesareae Leopoldino-Carolinae Germanicae Naturae Curiosorum. J. A. Barth, Band 8, 1791, S. 55–84 (Appendix, digital.staatsbibliothek-berlin.de).
- De minera plumbi Carinthlaca, molybdaenae acido mineralisata. In: Nova acta Academiae Caesareae Leopoldino-Carolinae Germanicae Naturae Curiosorum. J. A. Barth, Band 8, 1791, S. 95–116 (Appendix, digital.staatsbibliothek-berlin.de).
- Chemische Zergliederung des Sibirischen Aquamarins. In: Schriften der Gesellschaft naturforschender Freunde zu Berlin. Band 10, 1792, S. 154–161 (ds.ub.uni-bielefeld.de).